# Réseau du musée de l'Homme
Pour les articles homonymes, voir Réseau.
 (novembre 2018).
Le Réseau du musée de l'Homme est un des premiers mouvements de la Résistance française à l'occupation allemande, lors de la Seconde Guerre mondiale.

## Histoire
Directeur du musée de l'Homme depuis 1928, Paul Rivet est de longue date un acteur important de la lutte contre le fascisme. Il est président du Comité de vigilance des intellectuels antifascistes depuis sa création le 5 mars 1934. Au moment de l'entrée des troupes allemandes dans Paris en juin 1940, il placarde le poème de Rudyard Kipling, If, à l'entrée du musée de l'Homme. Il adresse une lettre ouverte à Pétain, dans laquelle il lance : « Monsieur le Maréchal, le pays n'est pas avec vous, la France n'est plus avec vous ».
Si une bonne partie du personnel du musée a quitté Paris – soit mobilisé dès septembre 1939, soit pris dans le flot des réfugiés ayant fui l'avancée allemande –, Yvonne Oddon, la bibliothécaire, était restée à Paris, et s'était installée dans le musée même. Dès le mois de juin elle agit, d'une part en diffusant l'information qu'elle obtient de ses relations à l'ambassade des États-Unis (brillante élève de l'école américaine de bibliothécaires, elle avait conservé des relations avec plusieurs agents de l'ambassade, dont José Meyer, lui aussi bibliothécaire, et Penelope Royall), et d'autre part avec Lucie Boutillier du Retail, avec qui elle participe à l'aide aux prisonniers évadés (l'appartement de Lucie Boutillier du Retail comportait une fenêtre de rez-de-chaussée qui pouvait opportunément rester ouverte).
Dès les mois de juillet et août 1940, le retour des mobilisés, et en particulier de Boris Vildé (jeune ethnologue d'origine russe dont l'épouse, Irène Lot, exerce à la Bibliothèque nationale) et d'Anatole Lewitsky (l'époux d'Yvonne Oddon), donne plus d'ampleur à leur action. Encouragés par Paul Rivet, dans le bureau duquel sera d'ailleurs dactylographié le premier tract, les activités du groupe s'étendent assez rapidement.
Le réseau du musée de l'Homme n'est pas une structure organisée suivant un schéma plus ou moins militaire ; c'est, aux dires même de Germaine Tillion qui fut chargée de son enregistrement, une nébuleuse, un réseau au sein duquel interviennent divers groupes et individus. Si certains d'entre eux, comme Boris Vildé, consacrent tout leur temps à l'action clandestine, d'autres, comme Jean Paulhan, conservent un travail plus ou moins astreignant (et dans le cas de Paulhan, dans un bureau tout proche de celui de Pierre Drieu la Rochelle, collaborateur convaincu qui en 1940 avait succédé à Paulhan à la direction de la NRF).
Ils sont rejoints par l'ethnologue Germaine Tillion et sa mère Émilie Tillion ; par Agnès Humbert du musée des Arts et Traditions populaires ; par Georges Friedmann, sociologue installé en zone libre ; par Denise Allègre, aussi bibliothécaire du musée de l'Homme ; par Paule Decrombecque, bibliothécaire à l'université de Paris ; par Armand Boutillier du Retail, conservateur au centre de documentation rattaché à la Bibliothèque nationale époux de Lucie ; par Raymond Burgard, René Iché, Claude Aveline, Marcel Abraham, Jean Cassou, Pierre Brossolette, René-Yves Creston, Geneviève de Gaulle, Abraham Zemsz.
Pour ne pas attirer l'attention des Allemands et des services de police français lors de leurs réunions, ils se constituent en une « société littéraire », Les amis d'Alain-Fournier, et utilisent les services de la bibliothèque où Yvonne Oddon reçoit lettres et appels téléphoniques pour le réseau, et fixe les rendez-vous pour Maurice, le nom de code de Boris Vildé, et pour Chazalle, celui d'Anatole Lewitzky.
Le réseau s'était constitué, au moins en partie, sur la base des relations d'avant guerre. Les amis d'Alain-Fournier était un camouflage constitué autour d'auteurs et d'un éditeur. Robert Debré et sa seconde épouse Elisabeth de La Panouse de La Bourdonnaye avaient connu Boris Vildé chez le docteur Henri Le Savoureux, hébergeur éventuel de personnes menacées, les deux colonels de La Rochère et Hauet s'étaient rencontrés au pied de la statue détruite de Mangin et, via leur action en faveur des prisonniers de guerre français, se trouvèrent en rapport avec Germaine Tillion.
Le groupe de Boris Vildé crée un journal clandestin simplement intitulé Résistance. Le choix du titre est discuté au cours d'une conversation à la bibliothèque entre Yvonne Oddon et Boris Vildé : Yvonne Oddon, issue d'une famille protestante, propose « Résister ! », en référence au mot gravé dans leur cachot de la tour de Constance par les huguenotes d'Aigues-Mortes ; Boris Vildé choisit « Résistance ». Entre décembre 1940 et mars 1941, cinq numéros sont distribués. Pierre Brossolette a écrit le dernier numéro paru le 25 mars 1941, juste avant le démantèlement du groupe.
Depuis juin 1940, Germaine Tillion est en rapports avec le colonel Hauet, de l'union nationale des combattants coloniaux qui organise des filières d'évasion vers la zone libre et l'Afrique du Nord. Le colonel Hauet est un ami de Charles Dutheil de La Rochère, animateur des groupes La Vérité française, cercles liés à la droite traditionnelle, mais hostiles à la révolution nationale, qui diffusent un journal clandestin. Par l'intermédiaire de plusieurs militants, il existe également des liaisons avec Combat Zone Nord. Les divers groupes apparentés au musée de l'Homme collectent des renseignements militaires et politiques, organisent des filières d'évasion de prisonniers français et anglais ou d'aviateurs abattus. Boris Vildé tente vainement d'établir des liaisons avec la Grande-Bretagne.
Mais le cercle de Vildé est pénétré par un agent du S.D., Albert Gaveau, dont Boris Vildé fait son homme de confiance, et celui de La Rochère, par un agent de la Geheime Feld Polizei, Jacques Desoubrie. Le groupe de Vildé paye un lourd tribut. En janvier 1941, Léon-Maurice Nordmann est arrêté alors qu'il distribuait Résistance. Le 10 février, c'est au tour d'Anatole Lewitzky et d'Yvonne Oddon d'être arrêtés, puis, quelques semaines plus tard, d'Agnès Humbert et Boris Vildé. Germaine Tillion succède à Vildé, mais elle est à son tour arrêtée en 1942 puis déportée l'année suivante à Ravensbrück. Les membres du réseau sont traduits devant une cour militaire le 17 février 1942 et condamnés à mort. Le 23 février 1942, au mont Valérien, Anatole Lewitzky, Boris Vildé et cinq autres membres du réseau sont exécutés. Yvonne Oddon voit sa peine commuée en déportation dont elle ne revient que le 22 avril 1945.

## Membres
- Marcel Abraham
- Jules Andrieu, fusillé en février 1942.
- Claude Aveline
- Jean Blanzat
- Pierre Brossolette, mort en détention en 1944.
- Raymond Burgard, décapité en 1944.
- Jean-Paul Carrier, condamné à 3 ans de prison à la suite du procès. Évadé de la prison de Clairvaux puis interné 7 mois en Espagne avant de rejoindre Alger.
- Jean Cassou, lance le journal Résistance.
- René-Yves Creston, ethnologue et nationaliste breton.
- Christiane Desroches Noblecourt
- Colette Duval (Colette Vivier)
- Jean Duval
- Georges Zérapha, représentant à Marseille du réseau du musée de l’Homme, avant de jeter les bases de l’organisation politique de l'un des premiers mouvements de la résistance, Libération dès 1941.
- René Georges-Etienne, libéré avec trois autres faute de preuves écrites.
- Valentin Feldman, fusillé en juillet 1942.
- Marcel Fleisser, chef départemental des maquis AS de la Creuse en 1943. Mort en déportation en 1945.
- Geneviève de Gaulle-Anthonioz
- Jeanne Goupille
- Jean Hamburger, néphrologue
- Colonel Paul Hauet, cofondateur chef du réseau (mort à Neuengamme).
- Agnès Humbert, historienne de l'art, déportée.
- René Iché
- Georges Ithier, fusillé en février 1942.
- Jean Jaudel (1910-2006)
- Colonel Charles Dutheil de La Rochère, mort à Sonnenburg.
- Comte Jehan de Launoy, fondateur d'un groupement de résistance et d'un journal clandestin, « La Vérité française », 6 ans de service dans la cavalerie, campagne du Maroc, croix de Guerre, médaille des Colonies, fusillé le 27 octobre 1942 à l'âge de 42 ans au stand de tir de Balard à Paris (siège actuel du ministère de l’Air à Paris (XVe arr.)). Médaille de la Résistance Française avec rosette, croix de Guerre 1939-1945 avec Palme, accompagnée de la citation suivante : « Entré dans la résistance active dès juin 1940. Outre son activité remarquable et audacieuse dans la propagation d’un journal clandestin, a efficacement participé au recrutement et à l’organisation d’un groupe important de résistance, stockant des armes qui devaient servir à l’Armée Secrète et procurant à ses chefs d’intéressants renseignements. Arrêté le 25 novembre 1941 à la suite de la dénonciation d’un agent double, s’est, devant ses juges ennemis, défendu avec beaucoup de sang-froid, de courage et d’adresse, ne révélant rien contre ses camarades. Condamné, est tombé sous les balles ennemies le 23 octobre 1942 [NDR erratum : 27 octobre 1942], faisant preuve jusqu’au bout du courage et du patriotisme qui l’avaient toujours animé. Très belle figure de la Résistance. Mort au champ d’honneur. »
- Renée Lévy, décapitée le 31 août 1943, puis inhumée après la guerre au Mémorial de la France combattante.
- Anatole Lewitsky[4], adjoint de Vildé, fusillé en février 1942.
- Suzanne Lhuillier (épouse Massip), engagée volontaire en septembre 1940, épouse du Capitaine Massip.
- Éveline Lot-Falck, dactylographe du journal Résistance.
- Capitaine Ernest Massip, Chevalier de la Légion d'honneur pour faits d'armes héroïques et blessures graves durant la première guerre mondiale (combats du Bois-le-Prêtre, 1914), engagé dans la Résistance dès octobre 1940, arrêté par la Gestapo en application du décret « Nuit et brouillard » (« Nacht und Nebel ») puis déporté le 14 septembre 1942 à la prison de Karlsruhe. Après avoir été déplacé dans les prisons de Rheinbach puis de Sonnenburg, il est transféré au camp de Sachsenhausen puis à Buchenwald où il meurt le 14 mars 1945, 21 jours avant la libération du camp par les Américains. La citation à la Légion d'honneur de 1915 mentionne : « Il donne par toutes circonstances le plus bel exemple de sang-froid et de courage, en se jetant sans hésiter au premier rang pour entourer ses hommes. Appelé à commander sa compagnie dans un rude combat sous bois. A été grièvement blessé à la face et au bras en se portant malgré ses blessures qui l'aveuglaient à l'attaque d'une tranchée ennemie. Il a conservé le commandement et maintenu sa troupe et dut subir dans la suite l'ablation de l’œil gauche. »
- Marie-Josette Massip (épouse Petit), fille d'Ernest Massip, engagée volontaire en septembre 1940 à l'âge de 18 ans. Arrêtée par la Gestapo, torturée puis relâchée.
- Thérèse Massip (ép. de Launoy puis de Liniers), fille d'Ernest Massip, épouse de Jehan de Launoy.
- Léon-Maurice Nordmann, fusillé en février 1942.
- Yvonne Oddon[5]
- Maguy Perrier, déportée, survivante.
- Germaine Quoniam, engagée depuis le 1er novembre 1940, elle rejoindra l'armée de la France libre en 1943.
- Paul Rivet[6]
- René Sénéchal, fusillé en février 1942.
- René Sanson
- Émilie Tillion, morte en déportation à Ravensbrück en 1945
- Germaine Tillion[7], chef du réseau-adjoint auprès de Hauet, avec le grade de commandant, de 1941 à 1942, (déportée à Ravensbrück).
- Marguerite Verdat, bibliothécaire de l’Agence économique des colonies.
- Boris Vildé[8], cofondateur et chef du réseau, fusillé en février 1942
- Pierre Walter, fusillé en février 1942.
- Henri Waquet, arrêté en février 1941, condamné à 10 ans de réclusion, jugement cassé en février 1942.
- Abraham ‘Abrasza’ Zemsz (Moscou 1917-Paris 1979) qui rejoindra ensuite le réseau Gloria SHM, créé par Jacques Legrand et Gabrielle ‘Jeanine’ Martinez-Picabia.